# تل علی‌آباد (بی مور)
تل علی‌آباد (بی مور) مربوط به هزاره ۴ و ۵ قبل از میلاد است و در شهرستان مرودشت، بخش کامفیروز، دهستان کامفیروز جنوبی، ۲/۵ کیلومتری شمال غربی روستای علی آباد علیا (بی مور) واقع شده و این اثر در تاریخ ۳۰ بهمن ۱۳۸۶ با شمارهٔ ثبت ۲۰۸۰۱ به‌عنوان یکی از آثار ملی ایران به ثبت رسیده است.